# Kimminsoperla williamsi
Kimminsoperla williamsi är en bäcksländeart som beskrevs av Joachim Illies 1975. Kimminsoperla williamsi ingår i släktet Kimminsoperla och familjen Notonemouridae. Inga underarter finns listade i Catalogue of Life.